# Eagles Greatest Hits, Vol. 2
Eagles Greatest Hits, Vol. 2 é a segunda compilação da banda Eagles, lançada a 13 de Novembro de 1982.
Inclui muitos sucessos da banda que não estavam presentes na primeira compilação, Their Greatest Hits (1971–1975), incluindo "Hotel California".
| Críticas profissionais                                                      | Críticas profissionais |
| Avaliações da crítica                                                       | Avaliações da crítica  |
| Fonte                                                                       | Avaliação              |
| --------------------------------------------------------------------------- | ---------------------- |
| All Music Guide                                                             | [ 1 ]                  |
| Robert Christgau                                                            | (B-)                   |
| Esta tabela precisa de ser acompanhada por texto em prosa. Consulte o guia. |                        |

## Faixas

### Lado 1
1. "Hotel California" (Don Felder, Don Henley, Glenn Frey) – 6:30
2. "Heartache Tonight" (Henley, Frey, Bob Seger, J.D. Souther) – 4:25
3. "Seven Bridges Road" (Steve Young) – 2:58
4. "Victim of Love" (Felder, Souther, Henley, Frey) – 4:11
5. "The Sad Café" (Henley, Frey, Joe Walsh, Souther) – 5:32

### Lado 2
1. "Life in the Fast Lane" (Walsh, Henley, Frey) – 4:45
2. "I Can't Tell You Why" (Timothy B. Schmit, Henley, Frey) – 4:54
3. "New Kid in Town" (Souther, Henley, Frey) – 5:04
4. "The Long Run" (Henley, Frey) – 3:42
5. "After the Thrill is Gone" (Henley, Frey) – 4:41

## Paradas
Álbum
| Parada (1983) | Posição |
| ------------- | ------- |
| Pop Albums    | 52      |